# Вусата колюча акула
Вусата колюча акула (Cirrhigaleus) — рід акул родини Катранові. Має 3 види. Інша назва «грубошкіра акула».

## Опис
Загальна довжина досягає 118 до 126 м. Спостерігається статевий диморфізм: самиці більше за самців. Голова широка та пласка. Мають 2 вусики різного розміру у кожного з видів. Звідси походить назва цих акул. Очі великі, овальні, горизонтальної форми. Позаду очей розташовані великі бризкальця. Рот великий. Зуби розташовані щільно. У них 5 пар зябрових щілин. Тулуб кремезний. Шкіряна луска жорсткіша ніж в інших родах катраноподібних, велика з гострими зубчиками, рельєфна, що створює вигляд грубої шкіри. Звідси походить інша назва цих акул. Грудні плавці великі, широкі, трикутної форми. Наділена 2 спинними плавцями з шипиками. Передній плавець більше за задній. Хвостовий плавець короткий, веслоподібний. Анальний плавець відсутній.
Спина сірого та коричневого забарвлення з різними відтінками, черево — білого, попільно-білого кольору. Задні кромки всіх плавців білі.

## Спосіб життя
Тримаються прибережних районів, мілини, континентального шельфу на глибинах від 70 до 600. Тримаються дна, є бентофагами. Використовують вусики для пошуку здобичі. Живляться костистими рибами, головоногими молюсками та різними безхребетними. Основними ворогами є великі акули та морські паразити.
Статева зрілість настає при розмірах 85-110 см. Це яйцеживородні акули. Самиці народжують від 10 до 22 акуленят завдовжки від 15 до 30 см.

## Розповсюдження
Мешкають біля берегів південної та східної Африки, в центральній частині Тихого океану, від Мексиканської затоки до південної Бразилії; від узбережжя Японії до Алеутських островів, Тайваню, Індонезії, Нової Зеландії та південної Австралії.

## Види
- Cirrhigaleus asper  Merrett, 1973
- Cirrhigaleus australis  White, Last & Stevens, 2007
- Cirrhigaleus barbifer  Tanaka, 1912